# Chelonistele laetitia-reginae
Chelonistele laetitia-reginae är en orkidéart som beskrevs av De Vogel. Chelonistele laetitia-reginae ingår i släktet Chelonistele och familjen orkidéer. Inga underarter finns listade i Catalogue of Life.